# V.S.O.P.
A V.S.O.P. egy magyar hiphop formáció. 1998-ban alakult, eddig 3 maxit és 3 nagylemezt adtak ki.

## Biográfia

### Kezdetek
Három gyerekkori barát – Szraplaw, Smok és Gino Papa – megalapított a V.S.O.P.-t Saját költségükön stúdiófelvételeket készítettek 1997-ben. Ezek a számok olyan jól sikerültek, hogy egy kislemezre szóló szerződést kaptak a Warner Music kiadótól. Jöttek a koncertek, TV felvételek, nyilvános fellépések, viszont rövid időn belül kénytelenek voltak megválni a kiadótól.

### Önállóan (1998-2002)
1998-ban egy szabadtéri fellépésen látta őket az akkori Happy Gang-es MohaMan, aki rögtön ajánlatot tett a V.S.O.P.-nak egy album elkészítésére és megjelentetésére. A zenei alapok elkészítésével a Fanta$tik Crew-t bízták meg. Egy hónappal az album előtt kijött az első maxi a „Box”, amit a Locomotiv GT "Ilyen a boksz" című számából samplereztek. A dalhoz készült videóklip hatalmas siker lett, még Kovács István "Kokó" meccsei előtt is lejátszották.
A Csak a pénz című album 1999-ben jelent meg. Nyár közepén jött a csapat második klipje és maxija a címadó dalhoz. Sokan ezt tartják az együttes egyik legjobb számának. 2000-ben elkezdődtek a V.S.O.P. második lemezének munkálatai. Vadonatúj hangzású zenékre kerültek rá a legkeményebb szövegek. 2001 szeptemberében megjelentették a második lemezüket a K2-t a „kiadatlan albumot”.

### TrackSound évek (2003-2008)
Miután kiadták második albumukat, a V.S.O.P. egy időre eltűnt. Ezekben az időkben Gino Papa egy videóvágó/hangvágó iskolában tanult. A csapatba belépett Papa Jo, aki emiatt feloszlatta Ruthless Gangstars csapatát. Gino Papa és Papa Jo összeraktak egy stúdiót, ami a TrackStudio nevet kapta és megalapították a TrackSound nevű kiadót is. A V.S.O.P. miközben harmadik stúdióalbumán dolgozott, közben producerkedtek, videóklipeket rendeztek. 2004-ben ők karolták fel a Megasztrából ismert Batka Ignác „Igni” Barnát. Igni a kiadó szárnyai alatt készítette el albumát Szemben az árral címmel. Igni videóklipjeit Gino Papa rendezte és vágta, az első videóklip "Jól tudom mit kívánsz" címmel látott napvilágot, amiben a V.S.O.P.-ból két tag is közreműködött: $mok és Papa Jo. Dolgoztak még együtt Ogli G-vel, Caramellel, Outlaw Style-al, Kowalsky meg a Vegával, és még sok más előadóval is.
2004 végén a TruMasters fellépésen mutatták be "Mindig friss ... kell!" című számukat. 2006-ban feltöltöttek az internetre egy albumelőzetest a V.S.O.P. harmadik albumáról, de a teljes album kiadása tovább csúszott. 2007-ben megismerkedtek Papp "The Boss" Gergellyel, aki alapított egy új kiadót, a Bedlam Recordsot, és végül nála jelent meg a V.S.O.P. új albuma. Papp időközben szervezett egy partisorozatot Peaches'N'Cream néven, aminek Papa Jo lett az MC-je. A TrackSound kiadót megszüntették, a stúdió viszont megmaradt Gino Papa lakásában.

### Bedlam Records évek (2008-2009)
2008 februárjában leforgatták visszatérő videóklipjüket "Ki jött vissza?" címmel, amely 4,5 millió forintos költségvetésből készült. Ezt is Gino Papa rendezte és vágta, szereplője is volt a klipnek. A visszatérő klip 3. lett a Viva Chart Show-n, a CoolTV-n pedig első a játszási listákon. Újraindult a V.S.O.P. honlapja is. 2008 szeptemberére terveztek egy következő klipet, de ez már Papa Jo szólókarrierje miatt nem valósult meg. A kiadó is Papa Jo-val foglalkozott, a V.S.O.P. háttérbe szorult. 2008 végén szakítottak a Bedlam Records-szal, de a Bedlamnek 4 éves szerződése volt a V.S.O.P.-val, amit Gino és $moka megszegett. Sok fellépést le kellett mondani, emiatt a V.S.O.P. leállt.

## Diszkográfia
Maxi CD
- Csak a pénz (1998)
- Box (1998)
- Cocktail (1998)

Albumok
- Csak a pénz (1998)
- Kutyák 2 - A kiadatlan lemez (2001)
- Mindig friss ... kell! (2008)

## Kapcsolódó előadók
Hybrid26
A Hip-Hop Mission 2003-ról ismert Hybridet felkarolták. A Track stúdióban készítette el első albumát „Eleget vártam” címmel. Az albumon a V.S.O.P. is közreműködött, Hybrid pedig a V.S.O.P. „Mindig friss ... kell!” albumán a nagy sikerű „Gyere fényért” c. számban működött közre.
Igni
A Megasztárban feltűnt Ignit lemezszerződéssel keresték meg. Így készített ő is a TrackSoundnál albumot, ami 2006-ra lett kiadva "Szemben az árral" címmel.
Ogli G
Ogli G (Oglizán András) Magyarország egyik legismertebb gengszter-rappere. Gino Papa rendezte és vágta "Magyarok lánya" című klipjét 2007-ben.
LIV
A LIV (Leó+Ivett=LIV) pop-R'N'B formáció készített a TrackSoundnál egy maxit, ami meg is jelent "Indul a nyár" címmel 2007-ben. A dalhoz videóklip is készült, amit szintén Gino Papa rendezett.
Outlaw Style
Egy feltörekvő magyar rapegyüttes. Gino Papa készített nekik nagy költségvetésű klipet.

## Zeneszerzőik
DJ Luigi
DJ Luigi írja kezdettől fogva a V.S.O.P. zenéit.Ő Magyarország egyik leghíresebb R'N'B/HipHop Dj-e.
DJ Quick
DJ Quick csinálja főleg a scratcheket, de zenét is szerzett nekik.
Drupee
Laczkó Bálint (közismert nevén Drupee) a V.S.O.P.-nek és Igninek csinált zenei alapokat. Tehetséges zeneszerző volt, 2008 novemberében betegségben elhunyt.

## Kapcsolódó weboldalak
- Bedlam Records
- Peaches'N'Cream partysorozat honlapja Archiválva 2009. január 26-i dátummal a Wayback Machine-ben
- az együttes honlapja
- Papa Jo honlapja